# Ejército Revolucionario Popular Tuvano
El Ejército Revolucionario Popular Tuvano (en ruso: Тувинская народно-революционная армия; en tuvano: Тываның Араттың Революстуг Шерии o TNRA) era el ala militar del Partido Revolucionario Popular Tuvano que constituía las fuerzas armadas de la República Popular de Tuvá.

## Historia
Las primeras formaciones militarizadas de Tuvá aparecieron durante la guerra civil rusa en el territorio del antiguo Imperio ruso. En 1921, se formó un ministerio de guerra en la nueva república. Se formó un pequeño destacamento de mensajeros que, tras la abolición del ministerio de guerra al año siguiente, quedó subordinado al Ministerio de Justicia. En la primavera de 1924, el gobierno decidió crear un ejército regular, lo que fue aprobado el 24 de septiembre de ese año. En septiembre de 1925, el destacamento de mensajeros se transformó en un escuadrón, que alcanzó el tamaño de una compañía. Fue nombrado Ejército Rojo Popular Tuvano (TAKA). A fines de 1929, el primer escuadrón del TAKA se duplicó y se transformó en una división de caballería, que constaba de dos escuadrones con una fuerza total de 402 soldados. Tres años más tarde se actualizó a un regimiento que constaba de cinco escuadrones, incluidos dos escuadrones de sables, un escuadrón de ametralladoras pesadas, así como un departamento de artillería y una escuela de regimiento. El Ministerio del Interior fue fundado en 1932, y dos años más tarde, el ejército pasó a llamarse Ejército Revolucionario Popular Tuvano.
El primer gran intento de aumentar la preparación para el combate de la república tuvo lugar a finales de los años 30, en un momento en que el Imperio del Japón emprendió acciones militaristas contra la República de China que incluyeron la invasión japonesa de Manchuria y el inicio de la segunda guerra sino-japonesa de 1937. Como resultado, el XI Congreso del Partido Revolucionario Popular Tuvano (TPRP; realizado en noviembre de 1939), instruyó al Comité Central para que comenzara el proceso de equipamiento del ejército para los próximos dos a tres años. Un año después, a finales de febrero de 1940, se creó el Ministerio de Asuntos Militares, lo que redundó en la mejora de la formación de los oficiales.

### Segunda Guerra Mundial
Durante la Segunda Guerra Mundial, Tuvá y su ejército combatieron al lado de las potencias aliadas, y específicamente, estuvieron del lado de su gran vecino, la Unión Soviética, con el Gran Jural (parlamento) de Tuvá declarando que Tuvá está «lista por cualquier medio para participar en la lucha de la Unión Soviética contra el agresor fascista hasta su victoria final sobre él». Se unieron a la guerra un mes después de la invasión alemana de la Unión Soviética, duplicando su personal militar hasta los 1136 soldados de los alrededor de 400 que tenía a finales de 1941. En marzo de 1943, se anunció que las fuerzas de Tuvá irían al frente oriental como voluntarios bajo el mando de formaciones militares en el Ejército Rojo soviético. Ese mismo mes, el ejército construyó diez aviones Yakovlev Yak-7 y se los regaló a la Fuerza Aérea Soviética. A principios de 1944, once tanquistas y 177 de los 208 soldados de caballería fueron asignados al mando soviético del 2.º Frente ucraniano.
El entrenamiento de los tanquistas se llevó a cabo en la Escuela de Tanques de Radiansk y sirvieron integrados el 52.º Ejército soviético, bajo el mando del coronel general Konstantín Korotéiev. En septiembre de 1943, el segundo grupo de voluntarios se alistó en la 8.ª División de Caballería, donde participó en un ataque contra la Wehrmacht en el oeste de Ucrania. Desde entonces, los alemanes habían usado el término «Schwarze Tod» ("Muerte Negra") para referirse a los soldados de caballería de Tuvá.

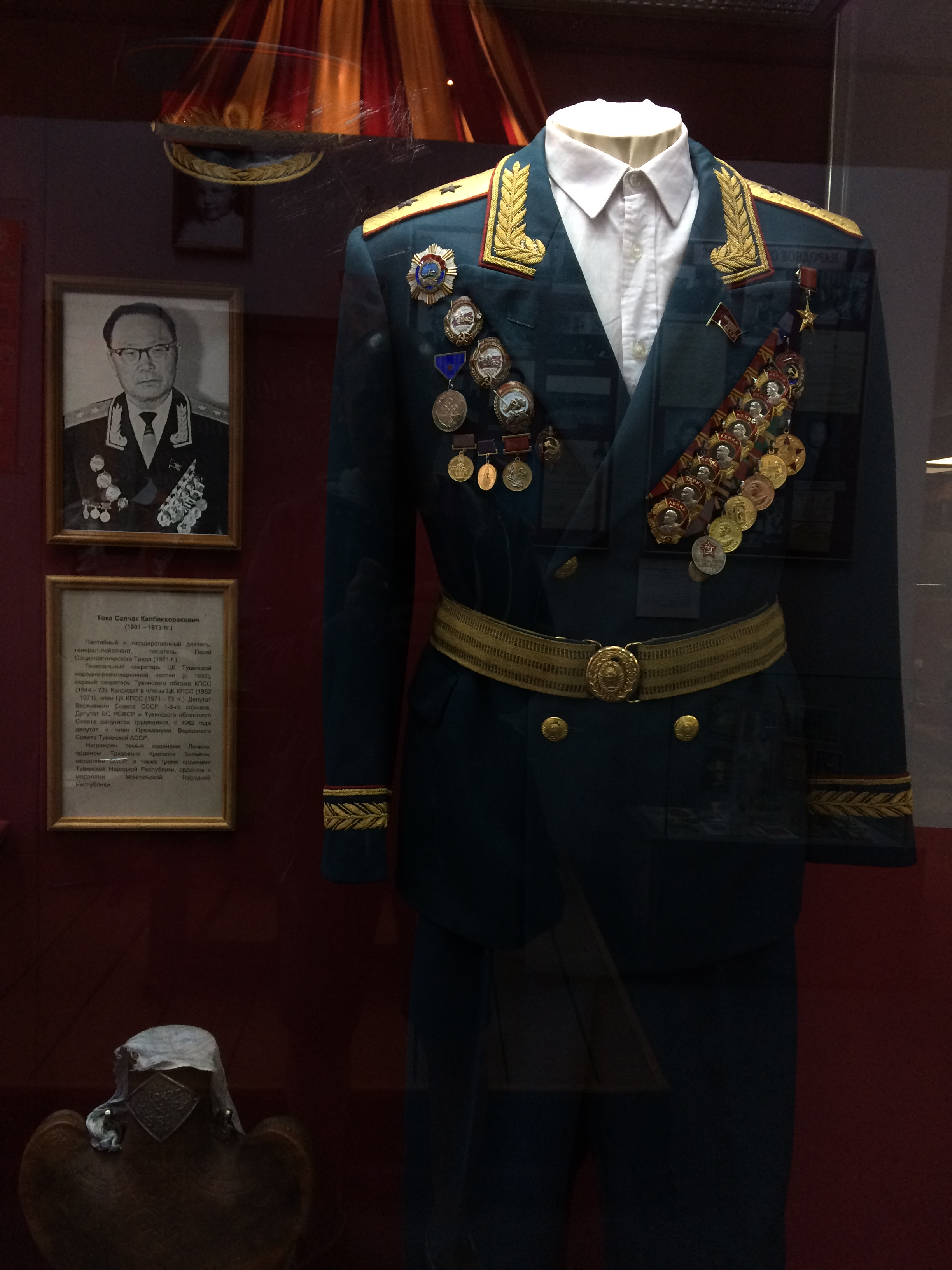
El uniforme de desfile de Salchak Toka, el último comandante en jefe de facto del TNRA.

En total, alrededor de 8000 militares tuvanos lucharon en la guerra, de los cuales veinte recibieron la Orden de la Gloria y uno, el subteniente Churguy-ool Jomusju, fue galardonado con el título de Héroe de la Unión Soviética, el primer y único tuvano galardonado con dicho título durante la Segunda Guerra Mundial. Después de que la República Popular de Tuvá se disolviera el 14 de octubre de 1944 y se convirtiera en el Óblast autónomo Tuvano integrado en la Unión Soviética, la TNRA se transformó en el 7.º Regimiento de Caballería Independiente del Distrito Militar de Siberia, que se disolvió en 1946. Una parte del regimiento fue transferido a la 127.ª División de Fusileros estacionada en Krasnoyarsk, y el resto pasó a formar parte de la 10.ª División de Fusileros en Irkutsk.
Además del apoyo militar, Tuvá también apoyó a la Unión Soviética económicamente asíː las reservas de oro de la república (unos treinta millones de rublos) se transfirieron a Moscú. De junio de 1941 a octubre de 1944, suministró cincuenta mil caballos, cincuenta y dos mil pares de esquís, doce mil abrigos de piel cortos, quince mil pares de botas de fieltro, setenta mil toneladas de lana de oveja, varios cientos de toneladas de carne, carros, trineos, para el necesidades del Ejército Rojo, arneses y otros bienes por un valor total de alrededor de 66,5 millones de rublos. Se compraron varias docenas de aviones de combate y tanques con donaciones de la población tuvana.

## Estructura

### Jurisdicción[13]
- Dirección Interna de Protección de la Patria (1927-1936)
- Consejo Militar (1936-1938)
- Gobierno (1938-1940)

### Activos
De 1928 a 1931, el TAKA se alojó en un cuartel de dos pisos, que se encontraba en el sitio del edificio moderno del Museo Regional de Tuvá que lleva el nombre de Aldán-Maadyr. En la segunda mitad de 1931, se construyó una ciudad militar en las afueras de Kizil, donde estuvo el cuartel general del ejército hasta enero de 1946. Después de 1946, el cuartel fue transferido al Destacamento Fronterizo n.º 29 de la NKVD.

## Entrenamiento
La Unión Soviética ayudó en el desarrollo del ejército, y muchos mandos de medio y alto rango fueron enviados a entrenar en instituciones militares soviéticas de educación superior como la Academia Militar Frunze y la Academia Militar-Política de Lenin. En diciembre de 1930, se creó una escuela de formación con un curso de seis meses de duración para comandantes subalternos con capacidad para veinte cadetes, que celebró su primera graduación en junio de 1931 y funcionó sin interrupción hasta 1946. En 1925, diez soldados fueron enviados a la Escuela de Caballería de Tver, donde se graduaron en 1929.

## Rangos
A continuación se muestran las insignias de rango para los oficiales comisionados del Ejército Revolucionario Popular Tuvano, puesto que se organizó con ayuda soviética, sus filas generalmente siguieron el modelo del Ejército Rojo. 
| Generales          | Generales       | Oficiales superiores | Oficiales superiores | Oficiales superiores | Oficiales subalternos | Oficiales subalternos           | Oficiales subalternos | Oficiales subalternos      | Cadetes        | Cadetes | Cadetes | Cadetes | Cadetes |
|                    |                 |                      |                      |                      |                       | Primer teniente                 | Teniente              | Subteniente                | Cadete         |         |         |         |         |
| - Teniente general | - Mayor general | - Coronel            | - Teniente coronel   | - Mayor              | - Capitán             | Улуг лейтена́нт Teniente primero | Лейтена́нт Teniente    | Биче лейтена́нт Subteniente | Курсант Cadete |         |         |         |         |

|                    | Suboficiales sénior            | Suboficiales sénior      | Suboficiales sénior      | Suboficiales sénior | Suboficiales júnior |                 |  |  |  |  |  |  |
|                    |                                |                          |                          |                     |                     |                 |  |  |  |  |  |  |
| Старшина Starshiná | Старший сержант Sargento mayor | Сержант Sargento primero | Младший сержант Sargento | Ефрейтор Cabo       | Рядовой Soldado     | Рядовой Soldado |  |  |  |  |  |  |

## Legado
- En mayo de 2010, en el 65.º aniversario del Día de la Victoria, se inauguró un nuevo monumento en la capital de Tuvá, con los nombres de todos los voluntarios militares tuvanos grabados allí.[15]
- Hoy en día, la Banda de Música del Gobierno de Tuvá, que fue creada el 24 de marzo de 2008 a partir de una banda de estudiantes, es la única banda de música civil montada de la Federación Rusa, reviviendo las tradiciones de la Banda de música a caballo del Ejército Revolucionario Popular Tuvano, que estuvo activo desde 1929 hasta 1944. La primera actuación de la banda fue a caballo durante un Desfile del Día de la Victoria en 2008. Muchas de sus actuaciones se realizan con músicos vestidos con los uniformes de combate de la TNRA.[16]